# Inflación en India
La tasa de inflación en la India era del 3,78% en agosto de 2015, según el Ministerio de Estadística y Ejecución de Programas de la India. Esto representa una modesta reducción con respecto a la cifra anual anterior de 9,6% para junio de 2011. Las tasas de inflación en la India suelen citarse como cambios en el «índice de precios al por mayor» (IPM), para todas las materias primas.
Muchos países en desarrollo utilizan los cambios en el Índice de precios al consumidor (IPC) como su medida central de la inflación, mientras que en la India el IPC (combinado) se declara como la nueva norma para medir la inflación (abril de 2014). Las cifras del IPC suelen medirse mensualmente y con un retraso significativo, lo que las hace inadecuadas para el uso de las políticas. La India utiliza los cambios en el IPC para medir su tasa de inflación.
La tasa de inflación anual provisional basada en todo el IPC general (combinado) de la India para noviembre de 2013 sobre una base puntual (noviembre de 2013 sobre noviembre de 2012) es del 11,24%, frente al 10,17% (final) del mes anterior de octubre de 2013. Las tasas de inflación provisionales correspondientes para las zonas rurales y urbanas para noviembre de 2013 son 11,74% y 10,53%, respectivamente. Las tasas de inflación (final) de las zonas rurales y urbanas para octubre de 2013 son del 10,19% y 10,20%, respectivamente.
El IPM mide el precio de una cesta representativa de productos mayoristas. En la India, esta cesta se compone de tres grupos: Artículos Primarios (22,62% del peso total), Combustibles y Energía (13,15%) y Productos Manufacturados (64,23%). Los artículos alimenticios del grupo de artículos primarios representan el 15,26% del peso total. Los componentes más importantes del Grupo de Productos Manufacturados (Productos Alimenticios 19,12%) son Química y Productos Químicos (12%); Metales Básicos, Aleaciones y Productos Metálicos (10,8%); Maquinaria y Máquina-Herramienta (8,9%); Textiles (7,3%) y Transporte, Equipos y Repuestos (5,2%).
Los números de WPI fueron medidos semanalmente por el Ministerio de Comercio e Industria. Esto hace que sea más oportuno que el retraso y que las estadísticas del IPC sean poco frecuentes. Sin embargo, desde 2009 se ha medido mensualmente en lugar de semanalmente.

## Temas
Los desafíos en la economía en desarrollo son muchos, especialmente cuando en el contexto de la política monetaria con el Banco Central, la inflación y el fenómeno de estabilidad de precios. Ha habido un argumento universal en estos días cuando se determina que la política monetaria es un elemento clave para describir y controlar la inflación. El Banco Central trabaja con el objetivo de controlar y tener un precio estable para las materias primas. Un buen entorno de estabilidad de precios crea una movilización del ahorro y un crecimiento económico sostenido. El antiguo Gobernador de la RBI  C. Rangarajan señala que existe un equilibrio a largo plazo entre la producción y la inflación. Añade que la compensación a corto plazo solo introduce incertidumbre sobre el nivel de precios en el futuro. Existe un acuerdo de que los bancos centrales han intentado introducir el objetivo de la estabilidad de precios, mientras que un argumento apoya lo que esto significa en la práctica.

### Tasa de inflación óptima
Surge como el tema básico para decidir una política monetaria adecuada. Hay dos proporciones discutibles para una inflación efectiva, si debería estar en el rango del 1-3 por ciento como la tasa de inflación que persiste en la economía industrializada o si debería estar en el rango del 6-7 por ciento. Al decidir sobre la elaborada tasa de inflación, se presentan ciertos problemas con respecto a su medición. El sesgo de medición a menudo ha calculado una tasa de inflación que es comparativamente mayor que la real. En segundo lugar, a menudo surge un problema cuando hay que captar las mejoras de la calidad del producto, por lo que afecta al índice de precios. La preferencia de los consumidores por productos más baratos afecta a la cesta de consumo a precios de coste, ya que el aumento del gasto en los productos más baratos lleva tiempo para el aumento del peso y la medición de la inflación. La Comisión Boskin ha medido cada año el 1,1 por ciento del aumento de la inflación en los Estados Unidos. La Comisión señala que el estudio global de la inflación de los países desarrollados debe ser bastante bajo.

### Oferta monetaria e inflación
La Facilitación Cuantitativa por parte de los bancos centrales con el efecto de un aumento de la oferta de dinero en una economía a menudo ayuda a aumentar o moderar las metas inflacionarias. Hay una formación de rompecabezas entre una inflación de baja tasa de interés y un alto crecimiento de la oferta monetaria. Cuando la tasa de inflación actual es baja, un alto valor de la oferta monetaria justifica el endurecimiento de la liquidez y el aumento de los tipos de interés para una demanda agregada moderada y la evitación de posibles problemas. Además, en el caso de una producción baja, una política monetaria más restrictiva afectaría a la producción de forma mucho más severa. Se sabe que las perturbaciones de la oferta han desempeñado un papel dominante en lo que respecta a la política monetaria. La excelente cosecha de 1998-99, con un rendimiento de amortiguación en trigo, caña de azúcar y leguminosas, había conducido a una condición de oferta temprana que impulsó aún más los precios de lo que eran en el último año. El aumento de la competencia de las importaciones desde 1991, con la liberalización del comercio en vigor, ha contribuido en gran medida a reducir la competencia de la industria manufacturera con materias primas agrícolas más baratas y con la industria textil. Estas tecnologías basadas en el ahorro de costes han contribuido a menudo a reducir la tasa de inflación. Los ciclos normales de crecimiento, acompañados de las presiones de los precios internacionales, se han caracterizado varias veces por las incertidumbres internas.

### Comercio mundial
La inflación en la India se produce generalmente como consecuencia de las materias primas comercializadas a nivel mundial y de los diversos esfuerzos realizados por el Banco de Reserva de la India (RBI) para debilitar la rupia frente al dólar. Esto se hizo después de las explosiones de Pokhran en 1998, lo que se ha considerado la causa fundamental de la crisis de la inflación y no la inflación interna. Según algunos expertos, la política del RBI de absorber todos los dólares que entran en la economía india contribuye a la apreciación de la rupia. Cuando el dólar de EE. UU. ha superado un margen del 30%, el RBI había hecho una inyección masiva de dólares en la economía de hacerla altamente líquida y esto desencadenó aún más la inflación en los bienes no comercializados. La imagen del Banco de Reserva de la India (RBI) muestra claramente la necesidad de subvencionar las exportaciones con un tipo de cambio débil del dólar. Todo esto explica una política inflacionaria peligrosa que está siguiendo el banco central del país.  Además, debido a que los productos baratos que se importan en el país y que se fabrican con altas exigencias tecnológicas y de capital, aumentan el precio de las materias primas nacionales en el mercado mundial o se ven obligados a venderse a un precio más bajo, lo que genera grandes pérdidas.

## Factores
Existen varios factores que ayudan a determinar el impacto inflacionario en el país y además ayudan a realizar un análisis comparativo de las políticas para el mismo, el principal determinante de la inflación en cuanto a la generación de empleo y el crecimiento es representado por la curva de Phillips.

### Factores de demanda
Básicamente ocurre en una situación en la que la demanda agregada de la economía ha superado la oferta agregada. Podría describirse además como una situación en la que demasiado dinero persigue solamente unos pocos bienes. Un país tiene una capacidad de producción de solo 5500 unidades de un producto básico, pero la demanda real en el país es de 7000 unidades. Por lo tanto, como resultado de lo cual, debido a la escasez de oferta, los precios de las materias primas suben. Esto se ha visto generalmente en la India en el contexto de la sociedad agraria, donde debido a las sequías e inundaciones o a métodos inadecuados para el almacenamiento de granos, se produce una producción menor o deteriorada, lo que aumenta los precios de los productos básicos, ya que la demanda sigue siendo la misma.

### Factores de la oferta
La inflación de la oferta es un ingrediente clave para el aumento de la inflación en la India. La escasez agrícola o los daños en tránsito crean una escasez que provoca altas presiones inflacionarias. De manera similar, el alto costo de la mano de obra eventualmente aumenta el costo de producción y lleva a un alto precio por el producto. Las cuestiones energéticas relacionadas con el coste de producción a menudo aumentan el valor de la producción final. Estos factores impulsados por la oferta tienen básicamente una herramienta fiscal para la regulación y la moderación. Además, los impactos a nivel mundial del aumento de los precios a menudo afectan a la inflación desde el punto de vista de la oferta de la economía.
El consenso sobre la razón principal del pegajoso y obstinadamente alto Índice de Precios al Consumidor, que es la inflación minorista de la India, se debe a las limitaciones de la oferta; y aun así, donde la tasa de interés sigue siendo la única herramienta del Banco de la Reserva de la India. Una tasa de inflación más alta también limita el entorno manufacturero de la India.

### Factores internos
Las economías en desarrollo como la India tienen en general un mercado financiero menos desarrollado que crea un vínculo débil entre las tasas de interés y la demanda agregada. Esto explica la brecha monetaria real que podría determinarse como el determinante potencial para el aumento de los precios y la inflación en la India. En la India existe una brecha tanto en la producción como en el dinero real. La oferta de dinero crece rápidamente, mientras que la oferta de bienes toma el tiempo necesario, lo que causa un aumento de la inflación. Del mismo modo, el acaparamiento ha sido un problema de gran preocupación en la India, donde los precios de la cebolla se han disparado. Hay varias otras posturas para las materias primas de oro y plata y su alza de precios.

### Factores externos
La determinación del tipo de cambio es un componente importante para las presiones inflacionarias que surgen en la India. La perspectiva económica liberal de la India afecta a los mercados nacionales. A medida que suben los precios en los Estados Unidos, esto afecta a la India, donde los productos básicos se importan ahora a un precio más alto, lo que repercute en la subida de los precios. Por lo tanto, el tipo de cambio nominal y la inflación de las importaciones son medidas que representan la competitividad y los desafíos para la economía.

### Valor
La tasa de inflación en la India se registró en el 6,2% (WPI) en agosto de 2013. Históricamente, desde 1969 hasta 2013, la tasa de inflación en la India promedió un 7,7%, alcanzando un máximo histórico del 34,7% en septiembre de 1974 y un mínimo histórico del -11,3% en mayo de 1976.
La tasa de inflación de los artículos primarios se sitúa actualmente en el 9,8% (a partir de 2012). Esto se desglosa en una tasa del 7,3% para los alimentos, el 9,6% para los productos agrícolas no alimentarios y el 26,6% para los productos mineros. La tasa de inflación de Combustible y Energía se sitúa en el 14,0%. Por último, la tasa de inflación de los Manufacturados se sitúa actualmente en el 7,3%.

## Índice
A continuación se presenta una comparación de la inflación promedio de los precios al consumidor, la inflación de los costos (para la presentación de declaraciones de impuestos), los índices de inflación del oro, la plata y la vivienda en la India (cotejados a partir del FMI, el CBDT, el RBI y múltiples fuentes). El índice de precios es útil para medir los ingresos y las ganancias de los vendedores, el índice de costos es útil para medir los gastos y las pérdidas de los compradores, mientras que el índice de oro ayuda a medir la riqueza. El índice de oro está de moda desde hace tres siglos.
| Año  | Índice de precios (FMI) | Índice de costos (CBDT) | Índice del oro (RBI) | Índice de la plata (RBI) | Índice de la casa (RBI) |
| ---- | ----------------------- | ----------------------- | -------------------- | ------------------------ | ----------------------- |
| 1960 | -                       | -                       | 0.270                | -                        | -                       |
| 1961 | -                       | -                       | 0.269                | -                        | -                       |
| 1962 | -                       | -                       | 0.268                | -                        | -                       |
| 1963 | -                       | -                       | 0.269                | -                        | -                       |
| 1964 | -                       | -                       | 0.269                | -                        | -                       |
| 1965 | -                       | -                       | 0.269                | -                        | -                       |
| 1966 | -                       | -                       | 0.340                | -                        | -                       |
| 1967 | -                       | -                       | 0.426                | -                        | -                       |
| 1968 | -                       | -                       | 0.468                | -                        | -                       |
| 1969 | -                       | -                       | 0.499                | -                        | -                       |
| 1970 | -                       | -                       | 0.447                | 1.383                    | -                       |
| 1971 | -                       | -                       | 0.516                | 1.211                    | -                       |
| 1972 | -                       | -                       | 0.801                | 1.529                    | -                       |
| 1973 | -                       | -                       | 1.455                | 2.698                    | -                       |
| 1974 | -                       | -                       | 2.123                | 3.902                    | -                       |
| 1975 | -                       | -                       | 2.078                | 4.066                    | -                       |
| 1976 | -                       | -                       | 1.847                | 4.305                    | -                       |
| 1977 | -                       | -                       | 2.169                | 4.352                    | -                       |
| 1978 | -                       | -                       | 2.750                | 5.197                    | -                       |
| 1979 | -                       | -                       | 5.264                | 15.106                   | -                       |
| 1980 | 8.960                   | -                       | 7.423                | 13.401                   | -                       |
| 1981 | 10.094                  | 10.000                  | 6.049                | 8.724                    | -                       |
| 1982 | 10.875                  | 10.900                  | 6.251                | 9.431                    | -                       |
| 1983 | 12.241                  | 11.600                  | 6.710                | 11.722                   | -                       |
| 1984 | 13.038                  | 12.500                  | 6.468                | 9.367                    | -                       |
| 1985 | 13.853                  | 13.300                  | 6.448                | 7.987                    | -                       |
| 1986 | 15.085                  | 14.000                  | 7.885                | 7.400                    | -                       |
| 1987 | 16.451                  | 15.000                  | 9.562                | 10.055                   | -                       |
| 1988 | 17.638                  | 16.100                  | 9.801                | 9.905                    | -                       |
| 1989 | 18.444                  | 17.200                  | 10.315               | 9.487                    | -                       |
| 1990 | 20.509                  | 18.200                  | 10.821               | 8.597                    | -                       |
| 1991 | 23.274                  | 19.900                  | 14.205               | 10.899                   | -                       |
| 1992 | 25.570                  | 22.300                  | 16.664               | 12.499                   | -                       |
| 1993 | 27.431                  | 24.400                  | 18.831               | 15.803                   | -                       |
| 1994 | 30.249                  | 25.900                  | 19.320               | 17.291                   | -                       |
| 1995 | 33.263                  | 28.100                  | 20.942               | 19.364                   | -                       |
| 1996 | 36.400                  | 30.500                  | 21.428               | 19.208                   | -                       |
| 1997 | 38.891                  | 33.100                  | 18.879               | 20.513                   | -                       |
| 1998 | 43.996                  | 35.100                  | 19.761               | 23.813                   | -                       |
| 1999 | 46.503                  | 38.900                  | 19.483               | 24.288                   | -                       |
| 2000 | 49.129                  | 40.600                  | 20.038               | 23.700                   | -                       |
| 2001 | 51.249                  | 42.600                  | 21.301               | 22.362                   | -                       |
| 2002 | 53.286                  | 44.700                  | 25.310               | 24.228                   | -                       |
| 2003 | 55.342                  | 46.300                  | 27.867               | 26.608                   | -                       |
| 2004 | 57.462                  | 48.000                  | 29.880               | 32.555                   | -                       |
| 2005 | 59.996                  | 49.700                  | 33.951               | 38.057                   | -                       |
| 2006 | 64.016                  | 51.900                  | 45.688               | 60.446                   | -                       |
| 2007 | 67.985                  | 55.100                  | 49.485               | 62.460                   | -                       |
| 2008 | 74.173                  | 58.200                  | 64.084               | 66.864                   | -                       |
| 2009 | 82.332                  | 63.200                  | 77.849               | 79.933                   | -                       |
| 2010 | 90.153                  | 71.100                  | 94.687               | 116.836                  | 53.300                  |
| 2011 | 98.718                  | 78.500                  | 126.970              | 181.068                  | 67.050                  |
| 2012 | 108.590                 | 85.200                  | 144.595              | 177.763                  | 80.400                  |
| 2013 | 118.797                 | 93.900                  | 128.696              | 138.810                  | 90.250                  |
| 2014 | 125.687                 | 102.400                 | 122.602              | 118.703                  | 106.050                 |
| 2015 | 131.846                 | 108.100                 | 121.157              | 106.972                  | 109.550                 |
| 2016 | 137.779                 | 112.500                 | 135.582              | 127.866                  | 121.000                 |
| 2017 | 142.742                 | 115.900                 | 133.092              | 116.539                  | 129.100                 |
| 2018 | 149.816                 | 119.280                 | 141.901              | 115.134                  | 133.350                 |